# Carlos Martínez Dittel
Carlos Andrés Martínez Dittel (Turrialba, 21 de abril de 1993)  es un exfutbolista costarricense. Jugó como guardameta  en varios equipos de la Primera División de Costa Rica, así como en algunos procesos inferiores de selección nacional.

## Trayectoria
Martínez hizo sus divisiones menores en el Deportivo Saprissa de la Primera División de Costa Rica, donde llegó en 2008 a los 15 años. Sin embargo, aunque fue suplente en tres encuentros oficiales en 2013, nunca disputó un juego con ese club en Primera División. 
Hizo su debut en la máxima categoría con el Cartaginés,  el 15 de agosto de 2015, en partido de visita ante el Municipal Liberia (derrota 3 a 2).

### Selección nacional
En 2013, Martínez fue parte de la Selección Sub-20 que buscó el pase al Mundial Sub-20 de Turquía y de la Sub-23 rumbo a los  Juegos Olímpicos de Río de Janeiro 2016. En ambos procesos, su equipo nacional resultó eliminado.

## Clubes
| Club                  | País       | Año         |
| --------------------- | ---------- | ----------- |
| Deportivo Saprissa    | Costa Rica | 2012 - 2015 |
| Club Sport Cartaginés | Costa Rica | 2015 - 2016 |